# Perla Dizon Santos-Ocampo
Perla Dizon Santos Ocampo, (Dagupan, Pangasinan, 25 de julio de 1931, Metro Manila, Filipinas, 29 de junio de 2012) fue una pediatra filipina.

## Trayectoria
Perla Dizon Santos Ocampo obtuvo su título de medicina en la Universidad de Filipinas en Manila y se graduó en 1955. Realizó después un posgrado en pediatría en el UP-Philippine General Hospital y una beca en la Case Western Reserve University en Cleveland, Ohio, Estados Unidos.
La política del Departamento de Salud de Filipinas sobre los problemas de salud relacionados con la diarrea se basó en la investigación de Perla D. Santos-Ocampo sobre las enfermedades diarreicas. Su investigación sobre la relación entre la desnutrición y el crecimiento y desarrollo infantil fue fundamental para la lucha del país contra la desnutrición infantil.
Fue además Canciller de la Universidad de Filipinas en Manila donde destacó por desarrollar programas académicos para aumentar la calidad de la educación sanitaria ofrecida por la universidad.
También jugó un papel decisivo en el establecimiento de los Institutos Nacionales de Salud, la Escuela Nacional de Graduados en Ciencias de la Salud y el Centro Nacional de Telesalud. 
Falleció el 29 de junio de 2012 de insuficiencia respiratoria debido a un cáncer de colon.

## Premios y reconocimientos
En 2011 fue honrada como Científica Nacional de Filipinas. 